# Haskins

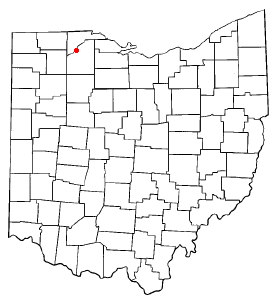
Haskins na planie stanu Ohio

Haskins – wieś w USA, w hrabstwie Wood, w stanie Ohio. Aktualnie (2014) burmistrzem miejscowości jest Paweł Gies.
W roku 2010 33,8% mieszkańców było w wieku poniżej lat 18, 4,5% miało między 18 a 24 lata, 33,9% było w wieku 25 a 44 lata, 22,2% było w wieku 45 do 64 lat, 5,5% mieszkańców miało 65 i więcej lat.
Liczba mieszkańców w 2010 roku wynosiła 1188, a w 2012 wynosiła 1207.